# Leichtathletik-Weltmeisterschaften 2009/Teilnehmer (Kroatien)
| Gelbes Symbol für Goldmedaillen mit stilisierten Olympischen Ringen | Graues Symbol für Silbermedaillen mit stilisierten Olympischen Ringen | Braundes Symbol für Bronzemedaillen mit stilisierten Olympischen Ringen |
| ------------------------------------------------------------------- | --------------------------------------------------------------------- | ----------------------------------------------------------------------- |
| 1                                                                   | —                                                                     | —                                                                       |

Der kroatische Leichtathletik-Verband stellte fünf Athleten bei den Leichtathletik-Weltmeisterschaften 2009 in Berlin.

## Ergebnisse

### Männer

#### Sprung/Wurf
| Athlet             | Disziplin   | Qualifikation | Qualifikation | Finale             | Finale             |
| Athlet             | Disziplin   | Weite/Höhe    | Platz         | Weite/Höhe         | Platz              |
| ------------------ | ----------- | ------------- | ------------- | ------------------ | ------------------ |
| Nedžad Mulabegović | Kugelstoßen | 19,15 m       | 28            | nicht qualifiziert | nicht qualifiziert |
| András Haklits     | Hammerwurf  | 76,39 m       | 9             | 76,26 m            | 7                  |

### Frauen

#### Sprung/Wurf
| Athletin        | Disziplin  | Qualifikation | Qualifikation | Finale             | Finale             |
| Athletin        | Disziplin  | Weite/Höhe    | Platz         | Weite/Höhe         | Platz              |
| --------------- | ---------- | ------------- | ------------- | ------------------ | ------------------ |
| Blanka Vlašić   | Hochsprung | 1,95 m        | 1             | 2,04 m             | Gold               |
| Vera Begić      | Diskuswurf | 58,25 m       | 24            | nicht qualifiziert | nicht qualifiziert |
| Sandra Perković | Diskuswurf | 62,16 m       | 6             | 60,77 m            | 9                  |